# Жуков, Дмитрий Валериевич
Дми́трий Вале́риевич Жу́ков (укр. Дмитро Валерійович Жуков; род. 15 июля 1980, Донецк) — украинский футбольный судья Национальной категории.

## Карьера судьи
Дмитрий Жуков начал карьеру судьи летом 1996 года, когда стал проводить матчи регионального Чемпионата Донецкой области по футболу. Спустя год Дмитрий Жуков уже судил матчи любительского Чемпионата Украины. С 2001 года стал судьёй Второй лиги Украины — 3-го по силе украинского футбольного дивизиона. Через 5 лет, с 2006 года, Дмитрий Жуков был переведён в Первую лигу. С 2009 года проводит матчи Высшего дивизиона Украины — Премьер-лиги. В высшем дивизионе провёл более 30 матчей, а также в Кубке Украины 12 матчей, показал 168 жёлтых и 14 красных карточек, а также назначил 13 пенальти.
После начала вооружённого конфликта на Донбассе проживал на территории контролируемой Донецкой Народной Республикой, в связи с чем с 2015 года перестал привлекаться к матчам под эгидой ФФУ. В том же году начал обслуживать матчи чемпионата ДНР. Также работал на чемпионатах мира ConIFA (среди непризнанных и частично признанных государств, автономий внутри признанных государств и этнических сборных)